# Anthomyia bazini
Anthomyia bazini este o specie de muște din genul Anthomyia, familia Anthomyiidae, descrisă de Seguy în anul 1929. Conform Catalogue of Life specia Anthomyia bazini nu are subspecii cunoscute.